# Atriplex sturtii
Atriplex sturtii là loài thực vật có hoa thuộc họ Dền. Loài này được S.W.L.Jacobs mô tả khoa học đầu tiên năm 1983.